# Koșelivka, Troițke
Koșelivka (în ucraineană Кошелівка) este un sat în comuna Arapivka din raionul Troițke, regiunea Luhansk, Ucraina.

## Demografie
Componența lingvistică a localității Koșelivka
     Ucraineană (97,06%)
     Rusă (2,94%)
Conform recensământului din 2001, majoritatea populației localității Koșelivka era vorbitoare de ucraineană (97,06%), existând în minoritate și vorbitori de rusă (2,94%).